# Monster Philosophy
Monster Philosophy är den danska rockgruppen D-A-D:s tionde studioalbum, utgivet 2008.

## Låtlista
1. "Revolution" - 3:23
2. "Nightmares in the Daytime" - 3:56
3. "Too Deep for Me" - 4:11
4. "Beautiful Together" - 3:19
5. "Monster Philosophy" - 3:37
6. "Milk and Honey" - 4:13
7. "You Wont Change" - 3:30
8. "If You Had a Head" - 2:46
9. "I Am the River" - 4:09
10. "Chainsaw" - 3:21
11. "Money Always Takes the Place of Life" - 4:03
12. "Nightstalker" - 6:06
13. "If I Succeed" - 4:19